# بطولة باوليستا 1913
في موسم 1913 من بطولة باوليستا ، أقيمت بطولتان، كل منهما بواسطة دوري مختلف.
قبل بداية البطولة، حدث انقسام داخل اتحاد كرة القدم البرازيلي - غادر فريق باوليستانو الدوري، غير مرتاح لإدراج فرق من الدرجة الأدنى بشكل متزايد، مثل إيبيرانجا وكورنثيانز المنضم حديثًا.
فاز نادي باوليستانو باللقب للمرة الثالثة. تقاسم ثلاثة لاعبين مركز الهداف برصيد 3 أهداف لكل منهم.